# Super Mario World
Super Mario World (яп. スーパーマリオワールド, Sūpā Mario Burazāzu fō) — культова відеогра жанру платформера, розроблена Nintendo для SNES. Гра мала успіх, ставши бестселером для цієї приставки, в усьому світі було продано понад 20 млн екземплярів. Гра була однією зі стартових для цієї консолі, разом з Pilotwings і F-Zero. Вийшла 21 листопада 1990 року в Японії (під назвою Super Mario Bros. 4), 13 серпня 1991 року в США і 11 квітня 1992 року в Європі.

## Ігровий процес
Як і в попередніх іграх серії головний герой — водопровідник Маріо. Лиходій Боузер викрадає принцесу Тоадстул і ув'язнює динозавра Йоші в яйце. Маріо звільняє Йоші і верхи на ньому вирушає до замку Боузер рятувати принцесу. Ворогами на шляху є черепахи, броненосці і інші тварини.
Геймплей не зазнав особливих змін, головним нововведенням стала можливість використовувати Йоші як засіб пересування і його бойові здібності (наприклад, поїдання противників). У грі присутня велика кількість прихованих секретів, таких як скорочення шляху, бонусні рівні і т. д. Загалом у грі 74 ігрових зони і 96 виходів з них (гра перейняла прийом у попередньої Super Mario Bros. 3 і ігровий рівень можливо пройти кількома способами).

## Версії гри
Гра поширювалася в спеціальному комплекті для SNES Super Mario All-Stars + World, що є збіркою рімейків старих ігор з Маріо і бонусом у вигляді гриSuper Mario Worldз видозміненими спрайтами.
У 2001 році гра перевидана для GBA в рамках проєкту Super Mario Advance.
У 2007 році гра була перевидана (без внесення змін) для Wii Virtual Console.
У 1995 році тайванський виробник Hummer Team випустив неліцензовану піратську версію для платформи NES, яка продовжувала бути популярною в країнах третього світу (зокрема, в Китаї). Гра використовувала той же геймлей, що й оригінальна Super Mario World. Дизайн рівнів, управління персонажем, музичне та звукове оформлення повторювали оригінал, проте гра містила велику кількість помилок.

## Фанатські модифікації
У 2000 році розробником FuSoYa був випущений Lunar Magic — редактор вихідного ROM гри. Редактор дає змогу легко модифікувати рівні і карти гри, що призвело до появи безлічі перероблених версій Super Mario World. Окремі модифікації привносять не тільки новий сюжет, а й нові спрайт, графіку, нових ворогів, включаючи запозичених з інших ігор для SNES.